# 海英根
海英根（德語：Hayingen，發音：[ˈhaɪ̯ɪŋən] ⓘ）是德国巴登-符腾堡州蒂宾根行政区罗伊特林根县的城市，总面积63.36平方千米，2023年12月31日总人口为2,256人。